# Liste der Auslandsreisen von Bundespräsident Walter Scheel
Der deutsche Bundespräsident Walter Scheel hat während seiner Amtszeit vom 1. Juli 1974 bis zum 30. Juni 1979 folgende offizielle Auslandsreisen durchgeführt.

## 1975
| Datum            | Ort                |
| ---------------- | ------------------ |
| 21.–25. April    | Frankreich         |
| 15.–20. Juni     | Vereinigte Staaten |
| 10.–15. November | Sowjetunion        |
| 28. November     | Spanien            |

## 1976
| Datum        | Ort      |
| ------------ | -------- |
| 15.–18. Juni | Finnland |
| 18.–19. Juni | Schweden |

## 1977
| Datum             | Ort        |
| ----------------- | ---------- |
| 5.–6. Juni        | Bahamas    |
| 6.–9. Juni        | Costa Rica |
| 9.–15. Juni       | Mexiko     |
| 22.–24. September | Schweiz    |

## 1978

Bundespräsident Walter Scheel im Iran

| Datum           | Ort        |
| --------------- | ---------- |
| 16.–19. Januar  | Mexiko     |
| 16.–21. April   | Japan      |
| 21.–24. April   | Iran       |
| 16.–18. Oktober | Cookinseln |
| 18.–23. Oktober | Neuseeland |
| 23.–27. Oktober | Australien |
| 27.–28. Oktober | Mauritius  |

## 1979
| Datum           | Ort        |
| --------------- | ---------- |
| 19.–23. Februar | Österreich |
| 16. Juni        | Dänemark   |